# Dosnon
Dosnon est une commune française, située dans le département de l'Aube en région Grand Est.

## Géographie
|                         | Trouans    | Sompuis (Marne), Humbauville (Marne) |
| Herbisse                | Dosnon     | Saint-Ouen-Domprot (Marne)           |
| Allibaudières, Le Chêne | Grandville | Lhuître                              |

Dosnon fait partie de la Champagne crayeuse. Elle est traversée du nord au sud par l'Huitrelle, un affluent de l'Aube.
L'est de son territoire est occupé par le camp militaire de Mailly.

### Hydrographie
La commune est dans la région hydrographique « la Seine de sa source au confluent de l'Oise (exclu) » au sein du bassin Seine-Normandie. Elle est drainée par l'Huitrelle et la Conge,.
L'Huitrelle, d'une longueur de 23 km, prend sa source dans la commune de Mailly-le-Camp et se jette  dans l'Aube à Vinets, après avoir traversé huit communes.

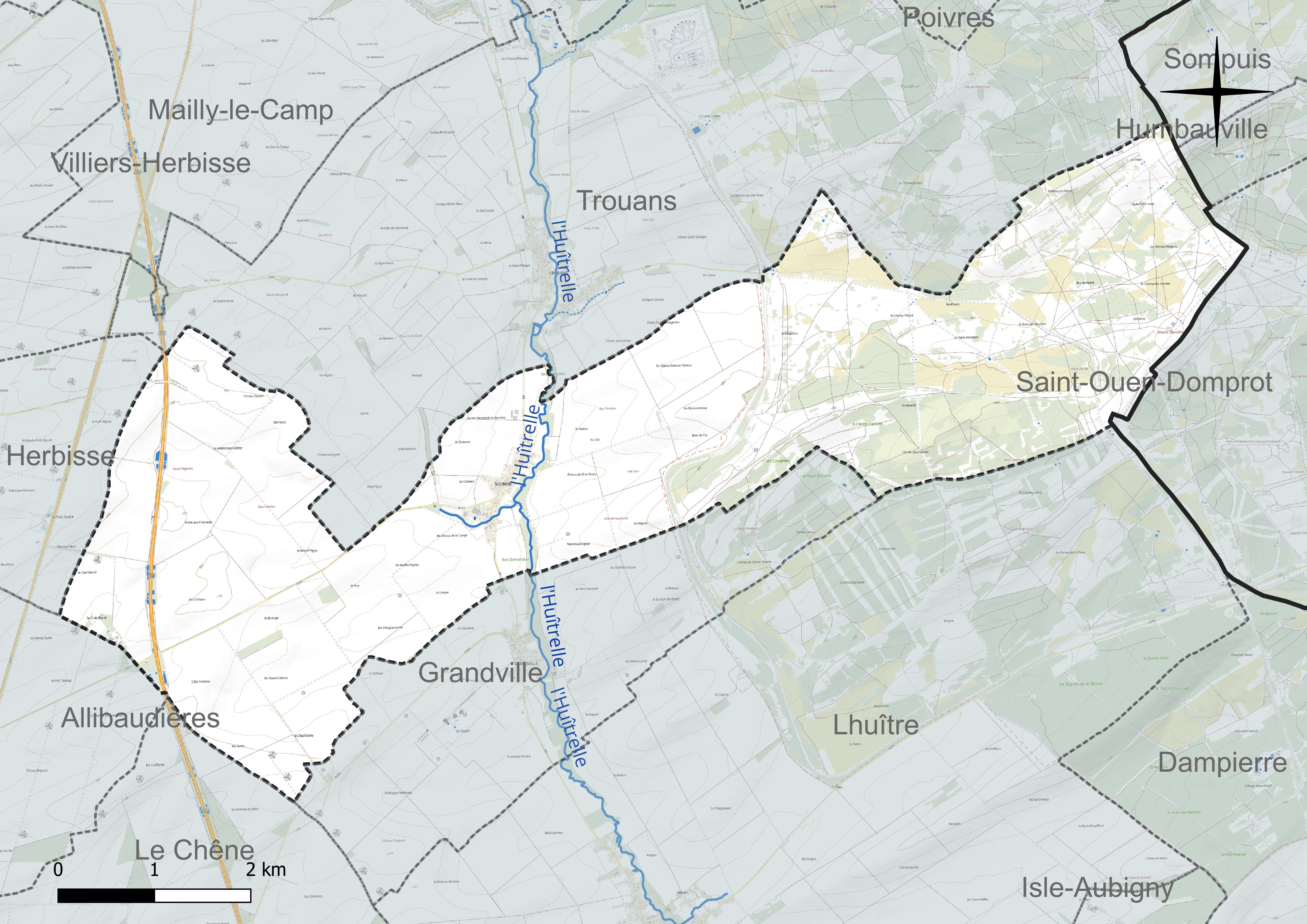
Réseau hydrographique de Dosnon.

### Climat
Pour des articles plus généraux, voir Climat du Grand Est et Climat de l'Aube.
En 2010, le climat de la commune est de type climat océanique dégradé des plaines du Centre et du Nord, selon une étude du Centre national de la recherche scientifique s'appuyant sur une série de données couvrant la période 1971-2000. En 2020, Météo-France publie une typologie des climats de la France métropolitaine dans laquelle la commune est exposée à un climat océanique altéré et est dans la région climatique Nord-est du bassin Parisien, caractérisée par un ensoleillement médiocre, une pluviométrie moyenne régulièrement répartie au cours de l’année et un hiver froid (3 °C).
Pour la période 1971-2000, la température annuelle moyenne est de 10,4 °C, avec une amplitude thermique annuelle de 15,7 °C. Le cumul annuel moyen de précipitations est de 705 mm, avec 11,8 jours de précipitations en janvier et 7,9 jours en juillet. Pour la période 1991-2020, la température moyenne annuelle observée sur la station météorologique installée sur la commune est de 11,0 °C et le cumul annuel moyen de précipitations est de 698,3 mm. 
La température maximale relevée sur cette station est de 41,6 °C, atteinte le 25 juillet 2019 ; la température minimale est de −25,8 °C, atteinte le 14 février 1956,,.
| Mois                                  | jan.             | fév.             | mars           | avril         | mai           | juin          | jui.          | août         | sep.            | oct.            | nov.             | déc.           | année      |
| ------------------------------------- | ---------------- | ---------------- | -------------- | ------------- | ------------- | ------------- | ------------- | ------------ | --------------- | --------------- | ---------------- | -------------- | ---------- |
| Température minimale moyenne (°C)     | 0,4              | 0,2              | 2,1            | 4,1           | 7,9           | 10,8          | 12,7          | 12,6         | 9,4             | 7               | 3,4              | 1,2            | 6          |
| Température moyenne (°C)              | 3,3              | 4                | 7,1            | 10,1          | 14            | 17,2          | 19,5          | 19,3         | 15,5            | 11,7            | 6,8              | 4              | 11         |
| Température maximale moyenne (°C)     | 6,3              | 7,8              | 12,2           | 16,1          | 20            | 23,5          | 26,2          | 26           | 21,5            | 16,3            | 10,2             | 6,8            | 16,1       |
| Record de froid (°C) date du record   | −24,5 09.01.1985 | −25,8 14.02.1956 | −16,1 01.03.05 | −6,5 04.04.22 | −4 18.05.1968 | −2 28.06.1962 | −2 01.07.1962 | 1 26.08.1966 | −2,2 17.09.1971 | −6 31.10.1985   | −12,8 24.11.1998 | −19,3 20.12.09 | −25,8 1956 |
| Record de chaleur (°C) date du record | 16,5 05.01.1999  | 21,5 28.02.1959  | 26,2 31.03.21  | 31 29.04.1955 | 33,7 28.05.17 | 38,5 18.06.22 | 41,6 25.07.19 | 41 12.08.03  | 36 17.09.1961   | 29,5 01.10.1985 | 23,3 07.11.15    | 17,6 17.12.15  | 41,6 2019  |
| Précipitations (mm)                   | 55,9             | 53               | 49,8           | 47,7          | 59,6          | 55,4          | 59,3          | 58,6         | 54,5            | 68,8            | 60,7             | 75             | 698,3      |

| Diagramme climatique                                  |          |             |             |           |              |              |            |             |           |             |          |
| J                                                     | F        | M           | A           | M         | J            | J            | A          | S           | O         | N           | D        |
| 6,30,455,9                                            | 7,80,253 | 12,22,149,8 | 16,14,147,7 | 207,959,6 | 23,510,855,4 | 26,212,759,3 | 2612,658,6 | 21,59,454,5 | 16,3768,8 | 10,23,460,7 | 6,81,275 |
| Moyennes : • Temp. maxi et mini °C • Précipitation mm |          |             |             |           |              |              |            |             |           |             |          |

Les paramètres climatiques de la commune ont été estimés pour le milieu du siècle (2041-2070) selon différents scénarios d'émission de gaz à effet de serre à partir des nouvelles projections climatiques de référence DRIAS-2020. Ils sont consultables sur un site dédié publié par Météo-France en novembre 2022.

## Urbanisme

### Typologie
Au 1er janvier 2024, Dosnon est catégorisée commune rurale à habitat dispersé, selon la nouvelle grille communale de densité à 7 niveaux définie par l'Insee en 2022.
Elle est située hors unité urbaine et hors attraction des villes,.

### Occupation des sols
L'occupation des sols de la commune, telle qu'elle ressort de la base de données européenne d’occupation biophysique des sols Corine Land Cover (CLC), est marquée par l'importance des territoires agricoles (56,7 % en 2018), une proportion identique à celle de 1990 (56,7 %). La répartition détaillée en 2018 est la suivante : 
terres arables (56,7 %), milieux à végétation arbustive et/ou herbacée (29 %), forêts (13 %), zones urbanisées (1,2 %). L'évolution de l’occupation des sols de la commune et de ses infrastructures peut être observée sur les différentes représentations cartographiques du territoire : la carte de Cassini (XVIIIe siècle), la carte d'état-major (1820-1866) et les cartes ou photos aériennes de l'IGN pour la période actuelle (1950 à aujourd'hui).

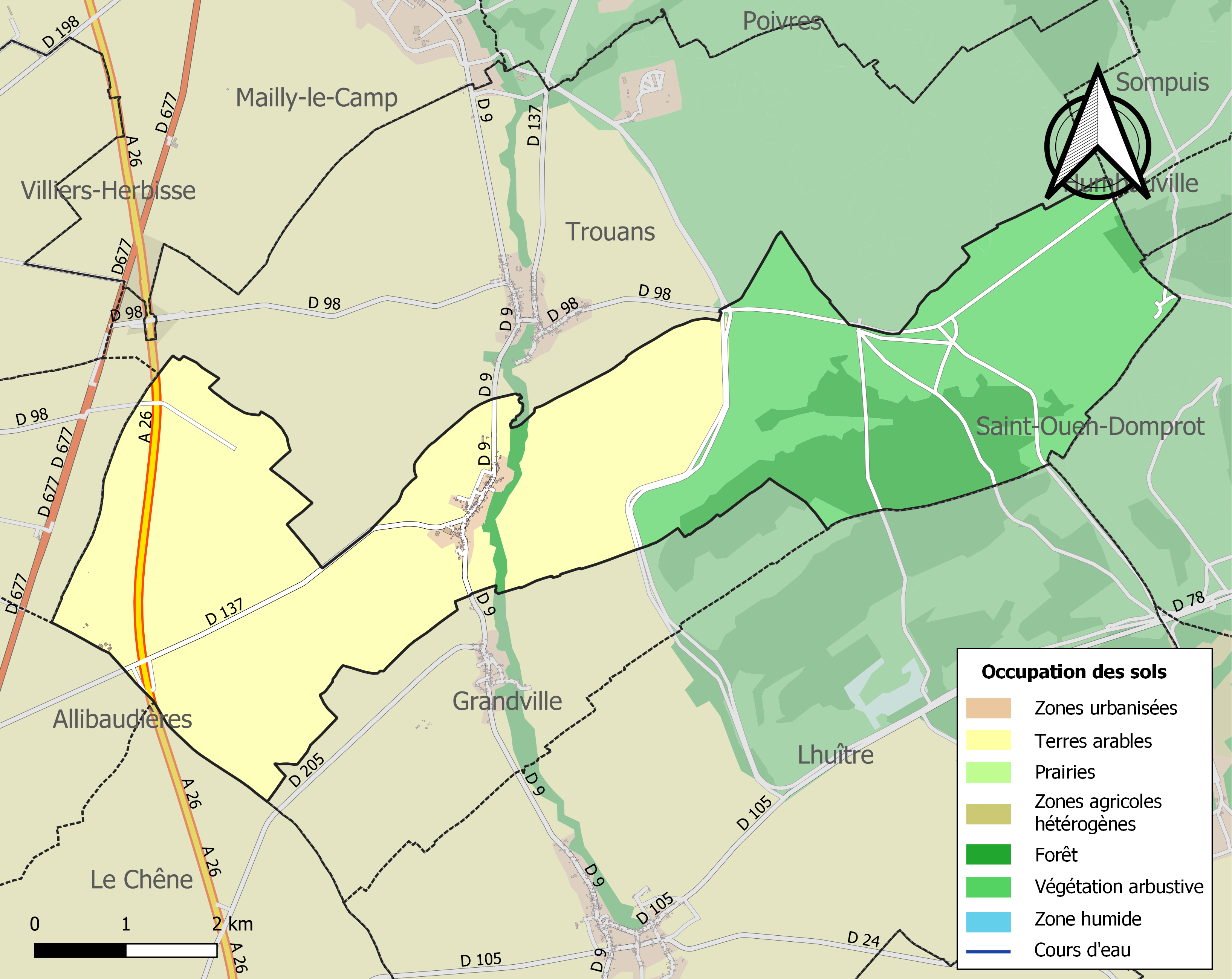
Carte des infrastructures et de l'occupation des sols de la commune en 2018 (CLC).

## Histoire
- Le 22 mars 1814, le lendemain de la défaite de l'armée commandée par Napoléon à la bataille d'Arcis-sur-Aube,un combat d'arrière-garde opposa les troupes du maréchal Mac Donald, duc de Tarente aux troupes autrichiennes du général Oscherowski. Les troupes françaises stoppèrent la poursuite entreprise par les Alliés derrière la retraite de l'armée de Napoléon en direction de Vitry-le-François.

## Politique et administration
| Période                                  | Période  | Identité                                        | Étiquette | Qualité     |
| ---------------------------------------- | -------- | ----------------------------------------------- | --------- | ----------- |
|                                          | 1814     | Drouot                                          |           |             |
| 1814                                     | 1852     | Colycarpe Peley                                 |           |             |
| 1832                                     | 1870     | Thevenot                                        |           |             |
| 1852                                     | 1870     | Louis Peley                                     |           |             |
| 1870                                     | 1905     | Louis Cyrille Fevre                             |           |             |
| 1905                                     | 1911     | Jules Levefre                                   |           |             |
| 1912                                     | 1914     | Paul Froissard                                  |           |             |
| 1914                                     | 1914     | Alfred Fevre                                    |           |             |
| 1914                                     | 1916     | Eugène Martin                                   |           |             |
| 1916                                     | 1929     | Eugène Martin                                   |           |             |
| 1929                                     | 1947     | Gaston Debelle                                  |           |             |
| 1947                                     | 1959     | Gaston Guillemaille                             |           | Agriculteur |
| 1959                                     | 1977     | Michel Debelle                                  |           | Agriculteur |
| 1977                                     | 1995     | Bernard Guillemaille                            |           |             |
| 1995                                     | 2001     | François Carré                                  |           | Agriculteur |
| mars 2001                                | 2014     | Josette Lacour                                  |           |             |
| mars 2014                                | En cours | Ghislaine Bonnet Réélu pour le mandat 2020-2026 | DVD       | Cadre       |
| Les données manquantes sont à compléter. |          |                                                 |           |             |

## Démographie

### Évolution démographique
L'évolution du nombre d'habitants est connue à travers les recensements de la population effectués dans la commune depuis 1793. Pour les communes de moins de 10 000 habitants, une enquête de recensement portant sur toute la population est réalisée tous les cinq ans, les populations de référence des années intermédiaires étant quant à elles estimées par interpolation ou extrapolation. Pour la commune, le premier recensement exhaustif entrant dans le cadre du nouveau dispositif a été réalisé en 2007.

En 2022, la commune comptait 99 habitants, en évolution de −10 % par rapport à 2016 (Aube : +0,7 %, France hors Mayotte : +2,11 %).
| 1793 | 1800 | 1806 | 1821 | 1831 | 1836 | 1841 | 1846 | 1851 |
| ---- | ---- | ---- | ---- | ---- | ---- | ---- | ---- | ---- |
| 353  | 306  | 336  | 311  | 299  | 317  | 315  | 310  | 289  |

| 1856 | 1861 | 1866 | 1872 | 1876 | 1881 | 1886 | 1891 | 1896 |
| ---- | ---- | ---- | ---- | ---- | ---- | ---- | ---- | ---- |
| 286  | 255  | 248  | 254  | 246  | 241  | 246  | 213  | 193  |

| 1901 | 1906 | 1911 | 1921 | 1926 | 1931 | 1936 | 1946 | 1954 |
| ---- | ---- | ---- | ---- | ---- | ---- | ---- | ---- | ---- |
| 186  | 161  | 142  | 130  | 148  | 122  | 108  | 117  | 116  |

| 1962 | 1968 | 1975 | 1982 | 1990 | 1999 | 2006 | 2007 | 2012 |
| ---- | ---- | ---- | ---- | ---- | ---- | ---- | ---- | ---- |
| 111  | 119  | 106  | 101  | 95   | 79   | 93   | 95   | 118  |

| 2017 | 2022 | - | - | - | - | - | - | - |
| ---- | ---- | - | - | - | - | - | - | - |
| 106  | 99   | - | - | - | - | - | - | - |

### Pyramide des âges
En 2021, le taux de personnes d'un âge inférieur à 30 ans s'élève à 36,0 %, soit au-dessus de la moyenne départementale (35,0 %). À l'inverse, le taux de personnes d'âge supérieur à 60 ans est de 23,0 % la même année, alors qu'il est de 28,2 % au niveau départemental.
En 2021, la commune comptait 50 hommes pour 49 femmes, soit un taux de 50,51 % d'hommes, légèrement supérieur au taux départemental (48,70 %).
Les pyramides des âges de la commune et du département s'établissent comme suit :
| Hommes | Classe d’âge | Femmes |
| ------ | ------------ | ------ |
| 0,0    | 90 ou +      | 0,0    |
| 3,9    | 75-89 ans    | 10,2   |
| 13,7   | 60-74 ans    | 18,4   |
| 29,4   | 45-59 ans    | 24,5   |
| 13,7   | 30-44 ans    | 14,3   |
| 19,6   | 15-29 ans    | 14,3   |
| 19,6   | 0-14 ans     | 18,4   |

| Hommes | Classe d’âge | Femmes |
| ------ | ------------ | ------ |
| 0,8    | 90 ou +      | 2,1    |
| 7,4    | 75-89 ans    | 10,2   |
| 17,4   | 60-74 ans    | 18,4   |
| 19,4   | 45-59 ans    | 19     |
| 17,8   | 30-44 ans    | 17,3   |
| 18,3   | 15-29 ans    | 15,9   |
| 19     | 0-14 ans     | 17,1   |

## Lieux et monuments
Église paroissiale Saint-Pierre de Dosnon : église homogène du XVIe siècle. Restaurée avec adjonction d'un clocher-porche en 1877. Élevée d'est en ouest. Un vitrail daté de 1574. Datation par travaux historiques ; porte la date.